# Olivier Douzou
Pour les articles homonymes, voir Douzou.
Olivier Douzou, né le 27 novembre 1963 à Rodez, est un écrivain, illustrateur et graphiste français.

## Biographie
Olivier Douzou est architecte de formation, et est amené à collaborer, en tant que graphiste, avec les Éditions du Rouergue pour la mise en page de plusieurs albums. En 1993, il y publie son premier album, Jojo la mâche, puis crée un département jeunesse des Éditions du Rouergue en 1994, dont il devient directeur artistique jusqu'en 2001. Il y crée également la collection de romans pour adolescents « Do à do », et la collection « Touzazimute ». Il participe ensuite à la naissance des Éditions L'Ampoule. Olivier Douzou publie une quarantaine d'ouvrages aux Éditions du Rouergue et sept albums aux Éditions MeMo entre 2004 et 2007.
Ses livres ont obtenu plusieurs récompenses aux différents salons du livre de jeunesse : prix BolognaRagazzi 1999 à la foire du livre de jeunesse de Bologne (Italie), prix Totem du roman à Montreuil, prix Pitchou pour Loup en 1997 (Fête du livre de jeunesse de Saint-Paul-Trois-Châteaux), Cercle d'or Livre hebdo, Octogone d'argent, prix Baobab 2006 du Salon du livre de Montreuil, notamment.
En 2018 est publié Buffalo Belle, ouvrage autour de l'assignation de genre : « Buffalo Belle, petit cow-boy au féminin, adolescente androgyne, qui nous parle d'elle, qui
nous parle d'il ». Un « livre parmi ses plus beaux et ses plus singuliers » selon Télérama.
Pour l'année 2021, il est sélectionné pour la huitième année d'affilée (depuis 2014) pour le prestigieux prix suédois, le Prix commémoratif Astrid-Lindgren.
En juin 2022, l'équipe formé par Edith Clavel, David Fourré et Olivier Douzou remportent les votes de la consultation publique pour désigner l'enseigne unique qui ornera les bibliothèques.

## Publications

### Années 1990
- 1993 :
  - Jojo la Mâche - Mention spéciale à la Foire du livre de Bruxelles 1994, Pitchou d’or 1997
  - Mono le Cyclope, texte et illustrations - Sélection Totem 1994 Montreuil

- 1994
  - Ermeline et sa machine, texte, illustrations Isabelle Chatellard
  - Les petits bonshommes sur le carreau, texte, illustrations Isabelle Simon - Sélection Totem 1994 Montreuil, Cercle d’or de l’album de jeunesse Montreuil 1994, Prix de l’album de jeunesse au salon du livre de limoges 1995, Prix de l’illustration au salon de la bulle d’or 1995
  - Yoyo l’ascenseur, texte et illustrations, Prix graphique Octogone du CIELJ 1995

- 1995
  - Misto Tempo, texte et illustrations
  - Tour de Manège, texte, illustrations de Régis Lejonc
  - Les 40 Coups, texte et illustrations
  - Le Défilé, texte, illustrations d’Emilie Chollat
  - Loup, texte et illustrations - « Coup de chapeau » à la Foire du livre de Bruxelles 1996, Pitchou d’or 1997

- 1996
  - Icare, texte, illustrations de Régis Lejonc
  - Autobus numéro 33, texte, illustrations d’Isabelle Simon
  - Boïnkgh, texte et illustrations
  - Luchien, texte et illustrations
  - Les chocottes, texte, illustrations d’Isabelle Chatellard
  - Navratil, texte, illustrations de Charlotte Mollet - Totem album Montreuil 1996
  - Au petit bonheur la chance, illustrations, texte d’Annie Agopian
  - Esquimau, texte et illustrations

- 1997
  - Souliax, texte, illustrations Lamia Ziadé
  - Monsieur Pivert, Monsieur Moineau, texte et illustrations
  - Le zèle d’Alfred, texte et illustrations
  - Compte tout ronds, texte et illustrations
  - Un balayeur, un an, un balai, texte et illustrations
  - Record, texte, illustrations de Lynda Corazza

- 1998
  - Tricycle, texte et illustrations
  - On ne copie pas, texte, illustrations de Frédérique Bertrand - Bologna Ragazzi Award 99 (catégorie fiction)
  - L’explosion du têtard, texte et illustrations
  - La république du vent, texte et illustrations
  - Confetti, texte et illustrations
  - Tsé-Tsé, Album collectif, illustrations de Frédérique Bertrand, Lynda Corazza, Olivier Douzou et Jochen Gerner.
  - Chacun chez soi, texte, illustrations de Thisou
  - Les authentiques exploits et cruelles désillusions, collection Touzazimut, n°03
  - La famille Citron, texte et illustrations
  - La ferme, texte et illustrations

- 1999
  - Bobi la mouche, texte, illustrations Laetitia le Saux
  - Capitaine, texte et illustrations
  - Les coulisses de la république du vent, texte et illustrations
  - Debout !, texte et illustrations
  - Rugby, texte et illustrations
  - Bon pour le coiffeur, texte, illustrations de Ninon Pelletier
  - Nationale Zéro, texte et illustrations de Frédérique Bertrand, Lynda Corazza, Olivier Douzou, José Parrondo et Frédéric Rey
  - www.esperenoël, texte, illustrations de Jochen Gerner
  - Réclame, Collection Touzazimut, collaboration avec Frédéric Rey

### Années 2000
- 2000
  - Drôle de truc, texte, illustrations de Vincent Jean
  - Arrosoir, texte et illustrations
  - Merci, texte, illustrations de Natali Fortier
  - Super H, texte, illustrations de Philippe Derrien
  - Schproutz, texte, illustrations de Candice Hayat
  - Va t’en, texte, illustrations de Natali Fortier
  - Remue-Ménage, texte, illustrations de Frédérique Bertrand, graphisme de Frédéric Rey

- 2001
  - L’ogre
  - Cumulus
  - Les petits poissons, . ill: Bruno Heitz
  - Fast-food, ill: Lynda Corazza
  - Les mauvais perdants, ill: Frédérique Bertrand
  - Doigts Niais, ill: Natali Fortier

- 2004
  - Mik, MeMo

- 2005
  - Le conte du prince en deux ou l'histoire d'une mémorable fessée, ill: Frédérique Bertrand, Seuil
  - Esquimau
  - Lucy, MeMo
  - Nimbo, MeMo
  - Super 8, MeMo

- 2006
  - Le nez, éditions MeMo - Prix Baobab 2006

- 2007
  - Pierre et le l'ours, ill: Frédérique Bertrand, Memo
  - Play, MeMo

### Années 2010
- 2010
  - Rolling et les statues-menhirs, Editions Musée Fenaille

- 2011
  - Le petit bonhomme pané, ill: Frédérique Bertrand
  - Boucle d'or et les trois ours
  - La dispa.ition, Rouergue

- 2012
  - Plupk, iIl.: Natali Fortier
  - Fourmi[7]
  - Poèmes de terre, ill.: Anouk Ricard
  - Les aventures d'Alexandre le gland
  - Teckel, ill: Frédérique Bertrand
  - Poney, ill: Frédérique Bertrand
  - Minou, ill: Frédérique Bertrand
  - Ours, ill: Frédérique Bertrand
  - Le bon docteur Poutingue, ill.: José Parrondo
  - Camion toc toc, ill: Frédérique Bertrand
  - Fiabla bla, texte de F. Orrechio, éd. Orrechio Acerbo

- 2013
  - Truite
  - Zignognon, ill: Frédérique Bertrand
  - Forêt - Wood, ill.: Olivier Douzou, José Parrondo
  - Comme deux gouttes
  - Reviens!, ill.: Natali Fortier, Rouergue
  - Kyé, éd. La Maison en carton
  - Costa Brava, ill: Frédérique Bertrand, Rouergue
  - Lola, Rouergue

- 2014
  - Le 1er..., Rouergue
  - Le conte du prince en deux ou l'histoire d'une mémorable fessée, ill: Frédérique Bertrand, Rouergue
  - Touït Touït, Rouergue
  - Go escargot go !, Rouegue (sous le nom de Elena et Jan Kroell[8])

- 2016
  - Pipeau[9], Rouergue
  - Buffalo Belle[4], Rouergue

- 2019
  - Les aoûtiens[10], Olivier Douzou et Frédérique Bertrand, Rouergue